# Xã Standing Stone, Quận Bradford, Pennsylvania
Xã Standing Stone (tiếng Anh: Standing Stone Township) là một xã thuộc quận Bradford, tiểu bang Pennsylvania, Hoa Kỳ. Năm 2010, dân số của xã này là 642 người.